# Avillers, Vosges
Avillers là một xã, nằm ở tỉnh Vosges trong vùng Grand Est của Pháp. Xã này có diện tích 6,92 kilômét vuông, dân số năm 1999 là 88 người. Xã này nằm ở khu vực có độ cao trung bình 290 m trên mực nước biển.
Dân địa phương tiếng Pháp gọi là Avillerois.

## Biến động dân số
| 1962                                         | 1968 | 1975 | 1982 | 1990 | 1999 |
| -------------------------------------------- | ---- | ---- | ---- | ---- | ---- |
| 65                                           | 77   | 66   | 62   | 78   | 88   |
| Số liệu từ năm 1962: Dân số không tính trùng |      |      |      |      |      |